# Berberis chrysosphaera
Berberis chrysosphaera là một loài thực vật có hoa trong họ Hoàng mộc. Loài này được Mulligan mô tả khoa học đầu tiên năm 1940.